# Patrick Ngugi Njoroge
Patrick Ngugi Njoroge é um economista queniano, banqueiro e 9º governador do Banco Central do Quênia.

## Antecedentes e educação
Njoroge nasceu em Kakuma, Quênia, por volta de 1961. Seu pai era funcionário do departamento de educação e sua mãe era professora. Njoroge acredita que o envolvimento de seus pais na educação inspirou sua paixão pela aprendizagem.
Njoroge frequentou a Mangu High School de 1973 a 1976, por sua educação O-Level. De 1977 a 1978, ele frequentou o Strathmore College para seus estudos de nível A. Ele entrou na Universidade de Nairóbi em 1979, graduando-se como Bacharel em Economia em 1983 e Mestre em Economia em 1985.
De 1987 a 1993, estudou na Universidade de Yale, graduando-se como PhD em Economia. Enquanto em Yale, Njoroge estudou com professores como William Brainard, Jim Tobin e Robert J. Shiller.

## Carreira
Após seu mestrado, ele trabalhou em Nairóbi como oficial de planejamento no Ministério do Planejamento do Quênia de outubro de 1985 a agosto de 1987. Após seus estudos de doutorado, trabalhou como economista no Ministério das Finanças do Quênia de março de 1993 a dezembro de 1994.
De abril de 1995 a outubro de 2005, trabalhou no Fundo Monetário Internacional (FMI) em Washington, D.C., primeiro como economista e depois como economista sênior. De novembro de 2005 a dezembro de 2006, ele serviu como chefe da missão do FMI para Dominica. Em seguida, atuou como vice-chefe de divisão do Departamento de Finanças do FMI, de dezembro de 2006 a dezembro de 2012, com sede em Washington, DC, de dezembro de 2012 a junho de 2015, atuou como consultor do vice-diretor administrativo do FMI.

### Banco Central do Quênia (CBK)
Ele foi nomeado governador do Banco Central do Quênia por Uhuru Kenyatta, o presidente do Quênia, em 2 de junho de 2015. Após a verificação pela comissão parlamentar de Finanças, Comércio e Planejamento em 17 de junho de 2015, ele foi aprovado pelo parlamento do Quênia em 18 de junho de 2015. Ele assumiu o cargo em 19 de junho de 2015.
Em 13 de outubro de 2015, o Banco Central do Quênia, sob sua liderança, colocou o Imperial Bank em liquidação.
Sob sua liderança, o CBK emitiu pagamentos diretos de benefícios para ajudar os quenianos que sofrem financeiramente em meio à pandemia do COVID-19. Njoroge afirmou que a indústria de tecnologia financeira (Fintech) tem sido uma benção para a inclusão financeira da população em geral.

## Outras atividades
- Fundo Monetário Internacional (FMI), Membro Ex-Officio do Conselho de Governadores[10]
- Conselho de Estabilidade Financeira (FSB), Membro do Grupo Consultivo Regional para a África Subsariana[11]

## Vida pessoal
Njoroge é da fé católica romana e membro numerário do Opus Dei. Ele é solteiro, o que atraiu atenção pública durante o processo de sua escolha para o Banco Central.